# Pareclectis mimetis
Pareclectis mimetis là một loài bướm đêm thuộc họ Gracillariidae. Nó được tìm thấy ở Mozambique.